# Buckten
Buckten es una comuna suiza del cantón de Basilea-Campiña, capital del distrito de Sissach. Limita al norte con las comunas de Wittinsburg y Rümlingen, al este con Häfelfingen, al sur con Läufelfingen, y al oeste con Känerkinden.

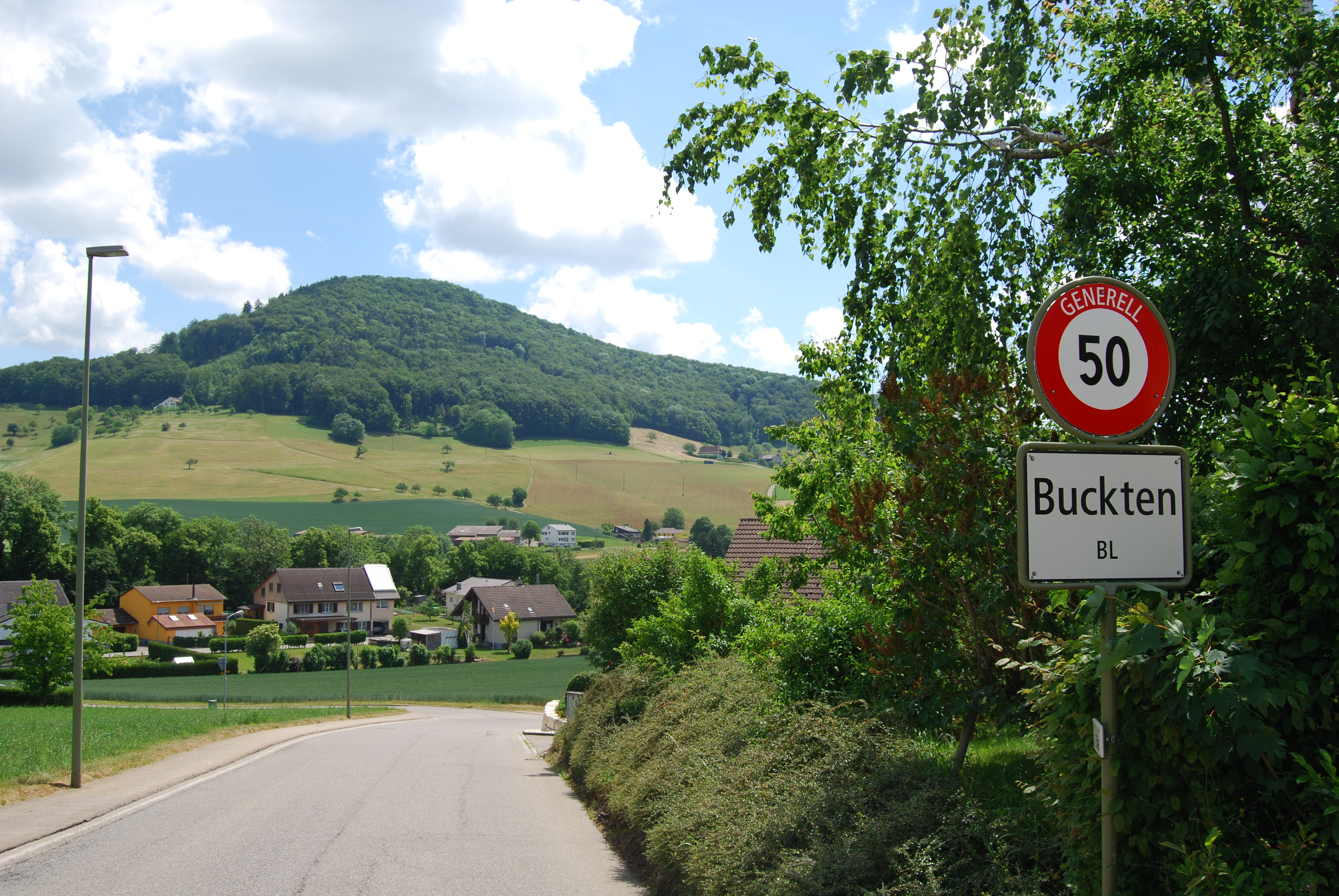
Buckten